# Hans Bucek
Johannes „Hans“ Wilhelm Bucek (auch Buček geschrieben; * 17. Dezember 1902 in Klaus an der Pyhrnbahn; † 18. August 1979 in Zürich) war ein österreichischer Toningenieur und Tontechniker beim Film.

## Leben und Wirken
Hans Bucek wurde am 17. Dezember 1902 als Sohn des aus Zaschau in Mähren stammenden Johann Buček (* 27. Juni 1852), Oberkommissär bei der Staatsbahn, und dessen ebenfalls aus Mähren stammenden Ehefrau Leopoldine (geborene Fraenkl; * 10. Juni 1864) in Klaus an der Pyhrnbahn geboren und am 5. Jänner 1903 auf den Namen Johannes Wilhelm getauft. Die Eltern hatten am 11. Oktober 1886 geheiratet.
Nach seiner allgemeinen Schulausbildung hatte Bucek in den 1920er Jahren Tontechnik studiert und das Studium mit einem Ingenieursgrad abgeschlossen. Zu dieser Zeit befasste er sich auch mit Problemen der Elektrotechnik und des Rundfunkempfangs und publizierte entsprechende Informationstexte (z. B. „Warum höre ich nichts?“) in Fachzeitschriften. Seit 1929 technischer Leiter der Selenophon Licht- und Tonbildgesellschaft, begann er mit Anbruch des Tonfilmzeitalters in Österreich für die heimische Kinoindustrie zu arbeiten und betreute, beginnend 1930 mit seiner Tonkamera-Arbeit an Stürmisch die Nacht, als Tontechniker so unterschiedliche Wiener Produktionen wie Gustav Machatýs Nocturno, Rudolf Meinerts abschließende Inszenierung Alles für die Firma, die letzte von rassistischen Vorgaben aus NS-Deutschland freie Emigrantenproduktion Der Pfarrer von Kirchfeld sowie 1937/38 die populären Traudl-Stark-Vehikel Liebling der Matrosen, Peter im Schnee und Prinzessin Sissy. Nach dem Anschluss Österreichs beschäftigte man Bucek im reichsdeutschen Spielfilm nicht mehr, und er sorgte während des Zweiten Weltkriegs nur noch bei einigen wenigen kurzen Filmdokumentationen für den guten Ton.
Nach dem Krieg blieb Hans Bucek filmabstinent und war stattdessen von 1945 bis 1949 technischer Leiter bei Radio Innsbruck. Anschließend übersiedelte er nach Zürich, wo er sich der Elektrophysik widmete und zusammen mit Bernhard Berghaus einige Patente zur Anmeldung brachte. Bucek starb 1979 und wurde im Krematorium Nordheim feuerbestattet.
Ab 1932 war Hans Bucek mit Margareta Choteborsky verheiratet. Nach der Scheidung ging er 1949 mit Renate Pütz seine zweite Ehe ein.

## Filmografie
- 1930: Stürmisch die Nacht
- 1930: Das Phantom (Dokumentarfilm)
- 1930: In der Theateragentur (Kurzfilm)
- 1933: Der Musikant von Eisenstadt
- 1934: Nocturno
- 1934: Alles für die Firma (und niederländische Version De vier Mullers)
- 1935: Buchhalter Schnabel (Ein junger Herr aus Oxford )
- 1937: Millionenerbschaft
- 1937: Liebling der Matrosen
- 1937: Peter im Schnee
- 1937: Die glücklichste Ehe der Welt
- 1937: Der Pfarrer von Kirchfeld
- 1938: Prinzessin Sissy
- 1940: Werken und Schaffen im Dienste der Heilkunde (Kurzdokumentarfilm)
- 1941: Ich will Chirurgie-Mechaniker werden (Kurzdokumentarfilm)